# Charles Goodyear
Charles Goodyear, né à New Haven (États-Unis) le 29 décembre 1800 et mort à New York (États-Unis) le 1er juillet 1860, est un chimiste américain célèbre pour l'invention de la vulcanisation, qui est à la base de nombreuses applications industrielles du caoutchouc.

## Biographie

### Formation et vie familiale
Dès l'âge de quatorze ans, Charles Goodyear travaille dans une quincaillerie de Philadelphie. Vers 1818-1819, il rejoint une manufacture de boutons d'ivoire fondée par son père à Naugatuck (Connecticut).
Il se marie en 1824 avec Clarissa Beecher. Ils auront douze enfants, dont six mourront en bas âge en raison de la malnutrition, due aux difficultés financières de leur père, Charles Goodyear.

### Carrière

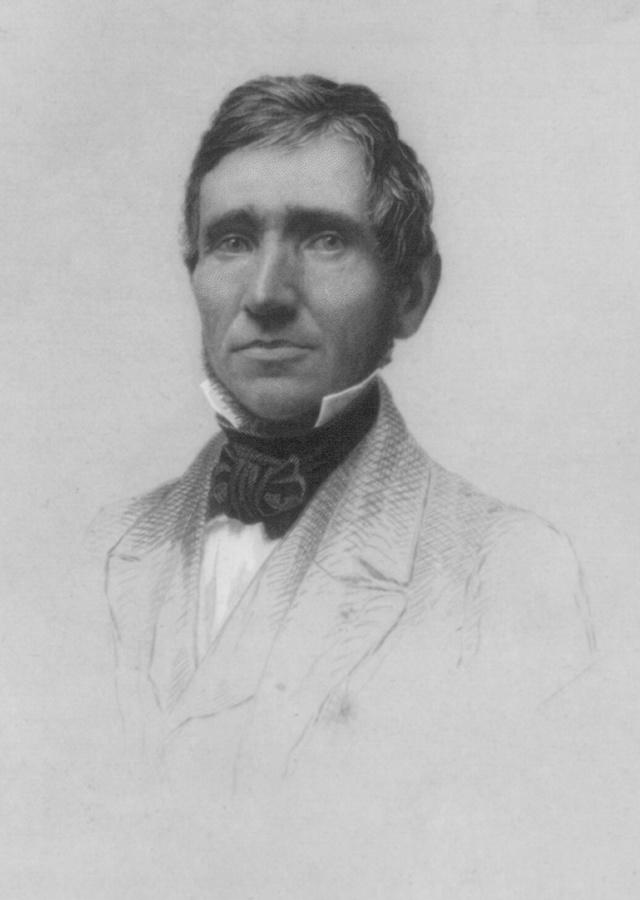
Charles Goodyear

Goodyear ouvre sa propre quincaillerie à Philadelphie en 1824 qui fera faillite, à la suite de la crise de 1828-1829. Il séjourna en prison quelques mois pour cause de dettes.
Cherchant un moyen de rembourser ses créanciers et de subvenir aux besoins de sa femme et de ses enfants, Charles Goodyear s'intéresse au caoutchouc et cherche à inventer de nouveaux produits. Mais la conjoncture lui est défavorable. En 1834, alors qu'il vient d'inventer une valve en caoutchouc pour gilet de sauvetage, la demande pour les objets en caoutchouc diminue fortement et les usines connaissent de grosses difficultés économiques (la Roxbury India Rubber Co. reste l'unique fabricant américain de produits en caoutchouc).
En 1834, le directeur de la Roxbury India Rubber Co. l'incite à trouver comment stabiliser le caoutchouc avant de chercher de nouvelles applications industrielles. La difficulté vient du fait que le caoutchouc résiste mal aux écarts de température : il devient mou lorsque la température est élevée et dur quand il fait froid.
Charles Goodyear travaille plusieurs années sur la stabilisation du caoutchouc. Ses expériences génèrent de mauvaises odeurs incommodant ses voisins, qui exigent son départ en 1837. Charles Goodyear et sa famille partirent pour New York. Il a convaincu des hommes d'affaires de Boston et de New York de financer ses recherches et a obtenu un contrat visant à produire des sacs postaux grâce à un mélange d'acide nitrique et de caoutchouc. Cette tentative est un échec puisque les sacs ainsi produits fondent au soleil. Ruiné, il part s'installer avec sa famille à Woburn.
Le chimiste allemand Friedrich Ludersdorf (de) et l'américain Nathaniel Hayward découvrent en 1834, que l'addition de soufre au caoutchouc élimine la nature collante des produits finis. En 1839, il achète à Hayward les droits exclusifs d'exploitation du procédé d'imprégnation du caoutchouc avec du soufre. L'hiver de cette même année, il invente fortuitement la vulcanisation, un extrait de caoutchouc soufré tombant dans un poêle. Fou de rage à la suite de cet incident, il jette le bout de caoutchouc par la fenêtre. Vu que c'était l'hiver, il neigeait, donc le bout de caoutchouc s'est refroidi très rapidement. Il avait trouvé la solution par hasard. Il met au point une cuisson au feu du caoutchouc mélangé à du soufre en testant différentes températures de cuisson et stabilise ainsi les propriétés élastomères de la gomme. Mais le procédé ne permet pas d'obtenir une matière véritablement homogène. Croulant sous les dettes, il fait un nouveau séjour en prison.
Il découvre en 1842 que l'ajout de vapeur d'eau sous pression à un mélange soufre-caoutchouc permet d'obtenir un matériau uniforme. Il fonde alors une usine de fils de caoutchouc destinés à la fabrication de tissus gaufrés (très à la mode pour les chemises d'hommes, à l'époque). Le succès est au rendez-vous, mais Charles Goodyear vend les parts qu'il détient dans cette usine pour retourner à ses expériences.
Alors qu'en quelques années il va multiplier les inventions (canots de sauvetage, ressorts, roues, vêtements, instruments de musique, billets de banque, etc.), Charles Goodyear signe de nombreux contrats qui lui sont défavorables. De plus, Thomas Hancock a été plus rapide que lui pour déposer le brevet de la vulcanisation le 21 novembre 1843, ayant pu découvrir sur les échantillons de Goodyear les traces jaunes de soufre révélant son procédé, et Charles Goodyear ne tirera presque aucun bénéfice de ses inventions.

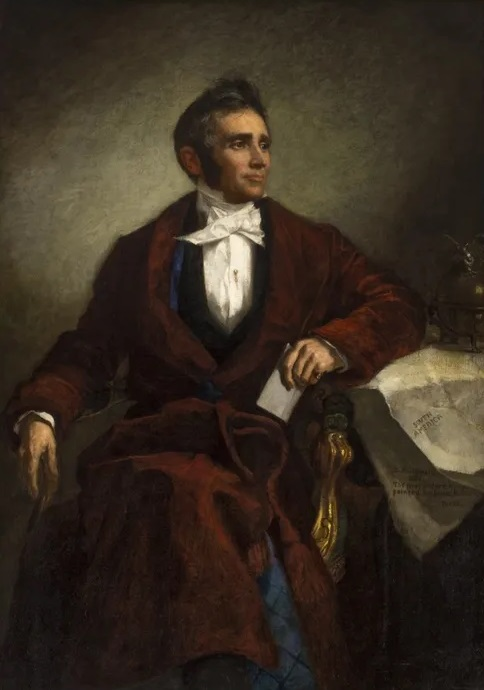
Portrait de Charles Goodyear peint par George Healy sur un panneau de caoutchouc pour le Salon de l'Exposition universelle de 1855 (Archives de l'Université d'Akron).

Goodyear passera les dernières années de sa vie à poursuivre en justice ceux qu'il accuse d'être des « pirates des brevets ». 32 procès réduisent à néant ses économies. À l’Exposition universelle de 1855 à Paris, Charles Goodyear érige un pavillon où tout était en caoutchouc, il s'habille de la cravate à ses chaussures avec uniquement des vêtements utilisant du caoutchouc; il est décoré de la légion d'honneur par Napoléon III. Dans les années 1850, il est emprisonné durant un voyage à Paris car il n'a plus assez d'argent pour payer sa chambre d'hôtel.

### Décès
Charles Goodyear meurt, très endetté (200 000 dollars de l'époque…), le 1er juillet 1860. Il repose au cimetière de la rue Grove à New Haven, Connecticut.
En 1898, la Goodyear Tire & Rubber Company, entreprise produisant des pneus en caoutchouc, sans relation ni avec Charles Goodyear, ni avec sa famille, est fondée aux États-Unis.